# Бела Гуттманн
Бела Гуттманн (угор. Guttmann Béla; 27 січня 1899, Будапешт — 28 серпня 1981, Відень) — угорський футболіст, що грав на позиції захисника, півзахисника. По завершенні ігрової кар'єри — тренер.
Виступав, зокрема, за клуби МТК (Будапешт) та «Хакоах» (Відень), а також національну збірну Угорщини.
Дворазовий чемпіон Угорщини. Чемпіон Австрії. Переможець Ліги Пауліста (як тренер). Дворазовий чемпіон Угорщини (як тренер). Триразовий чемпіон Португалії (як тренер). Володар Кубку Португалії (як тренер). Володар Кубку Мітропи (як тренер). Дворазовий володар Кубку чемпіонів УЄФА (як тренер).

## Кар'єра гравця

### Клубна кар'єра

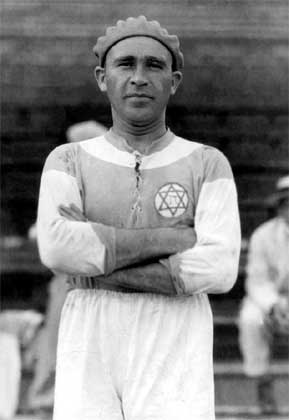
Бела Гуттманн під час свого виступу у віденському клубі «Хакоах» (1925)

Народився 27 січня 1899 року в місті Будапешт, столиці на той час двоєдиної Австро-Угорщини, в сім'ї євреїв Авраама (Абрахама) і Естер Гуттманн. Його батьки були вчителями танців. Вихованець футбольної школи клубу «Тереквеш». У 1920 році перейшов до складу найсильнішого клубу Угорщини тих років МТК. Провів два сезони в цій команді, і обидва стали для неї переможними в чемпіонаті Угорщини.
У 1922 році переїхав до Відня (однією з причин від'їзду з Угорщини був антисемітизм, який культивувався тодішнім режимом Міклоша Горті), де почав виступати за місцевий єврейський клуб «Хакоах», за який відіграв чотири сезони. У сезоні 1924/25 років став чемпіоном Австрії.
У квітні 1926 року «Хакоах» здійснив десятиматчеву ігрове турне в США, після закінчення якого деякі гравці клубу включаючи Гуттманна вирішили залишитися грати в США.
За шість наступних років Гуттманн виступав за п'ять американських клубів, всі вони базувалися в Нью-Йорку. У складі клубу «Нью-Йорк Акоах» в 1929 році Гуттманн став володарем Кубку США. Останнім клубом у США був «Хакоах Олл-Старс», який Бела покинув 1932 року.
Завершив професійну ігрову кар'єру у клубі «Хакоах» (Відень), у складі якого вже виступав раніше. Прийшов до команди 1932 року, захищав її кольори до припинення виступів на професійному рівні у 1933 році.

### Виступи за збірну
За збірну Угорщини відіграв шість матчів.
Дебютував у національній команді 5 червня 1921 року в переможному (3:0) товариському матчі проти Німеччини, забивши один з м'ячів (який став для нього єдиним за збірну). У тому ж місяці зіграв ще один матч, проти збірної Південної Німеччини.
Майже через три роки, в травні 1924 року, Гуттманн, який уже проживав та грав на той час в Австрії, отримав новий виклик в угорську збірну. У тому місяці він зіграв чотири гри за неї. Дві перших, з командами Швейцарії (2:4) та Саара, були товариськими.
Потім Гуттманн був включений до складу збірної на Літні Олімпійські ігри 1924 року в Парижі, де відіграв обидва матчі, в яких грали угорці. У першому раунді 26 травня угорці розгромили поляків (5:0), але вже в другому, 29 травня, крупно (0:3) програли єгиптянам і вибули з подальшої боротьби. Матч з Єгиптом став останнім для Гуттманна за збірну.
Перебування Гуттманна на Олімпіаді було відзначено скандалом. У Бели викликало обурення те, що на ігри прибуло, на його думку, занадто багато угорських спортивних чиновників, і те, що команду поселили в дешевому, поганому готелі. Як доказ своїх слів про те, наскільки поганим був цей готель, Гуттманн притягнув двох дохлих щурів (нібито спійманих ним в цьому ж готелі) і прибив їх до дверей номерів керівників угорської делегації.

## Кар'єра тренера

### Ранні роки
Завершивши кар'єру гравця, Бела Гуттманн повернувся із США до Австрії, де став головним тренером свого колишнього клубу — віденського «Хакоаха». Провів на цій посаді один сезон, під час якого «Хакоах» посів восьме місце з 12-ти клубів. Потім Бела перебрався в голландський «Енсхеде» (один з попередників нинішнього «Твенте»), де також пропрацював один сезон без особливих успіхів.
У 1938 році Гуттманн, виїхавши з анексованої Третім рейхом Австрії, очолив угорський «Уйпешт». Там до нього прийшли перші великі успіхи: в сезоні 1938/39 років клуб виграв чемпіонат Угорщини (всього на очко випередивши «Ференцварош») та Кубок Мітропи. У чвертьфіналі Кубка Мітропи за сумою двох матчів був пройдений міланський «Інтер» (1:2 в гостях, 3:0 вдома). У півфіналі в першому матчі в Белграді угорці програли югославським «Београдська СК» (нині ОФК) 2:4, але вдома розгромили белградців 7:1 і вийшли до фіналу. У фіналі був переграний все той же «Ференцварош» (4:1; 2:2). Втім, на другий сезон в «Уйпешт» Гуттманн не залишився.
Як Гуттманн провів воєнні роки, невідомо. За деякими даними, він переховувався в нейтральній Швейцарії, де був інтернований, потім якийсь час жив у Бразилії. Старший же його брат загинув в концтаборі.
Після війни протягом нетривалого часу очолював спочатку угорський «Вашаш», потім румунський «Чінезул» (незабаром після його відходу клуб був розформований). Через проблеми з продовольством в післявоєнний час, Гуттманн наполіг, щоб зарплату йому платили не грошима, а овочами. З «Чінезула» Гуттманн пішов після конфлікту з президентом клубу, обурений спробою останнього втрутитися в трансферну політику.
У сезоні 1946/47 років повернувся в «Уйпешт» і виграв з ним свій другий титул чемпіона Угорщини. Потім він очолив «Кишпешт» (майбутній «Гонвед»), де під його керівництвом грали майбутні учасники «Золотої команди» Ференц Пушкаш і Йожеф Божик. У сезоні 1947/48 років «Кишпешт» зайняв четверте місце, і Гуттманн покинув свій пост після закінчення сезону.

### Італія та Кіпр
Сезон 1949/50 років Гуттманн провів на тренерському містку італійської команди «Падова», що була у той час середняком Серії A. «Падова» під керівництвом Гуттманна стала 10-ю.
Наступні два сезони Гуттманн провів в «Трієстині». Результати команди під його керівництвом були невисокі: спочатку 15-те місце, потім розділила 17-те та 18-те і перехідний турнір за виживання, в ході якого команда все ж зуміла врятуватися, перегравши спочатку «Луккезе» (3:3; 1:0), а потім «Брешію» (1:0).
У сезоні 1952/53 років Гуттманн тренував кіпрський АПОЕЛ. Команда непогано виступила в чемпіонаті Кіпру, посівши 3-тє місце.
У 1953 році Гуттманн був призначений тренером «Мілана». У «Мілані» тієї пори сяяли такі гравці, як Гуннар Грен, Гуннар Нордаль, Нільс Лідхольм (разом вони, три великих шведа, олімпійські чемпіони-1948 становили легендарне тріо «Гре-Но-Лі») і уругваєць Хуан-Альберто Скьяффіно.
У сезоні 1953/54 років «Мілан» став третім (випередивши «Фіорентіну» лише за різницею м'ячів в змаганні за бронзу, чемпіоном же став «Інтернаціонале», другим прийшов ще один принциповий суперник «россонері» — «Ювентус»). По ходу ж сезону 1954/55 років Гуттманн був звільнений. Це сталося в лютому 1955 року: Скьяффіно в одному з матчів був вилучений і заробив п'ятиматчеву дискваліфікацію, і команда, втративши свого лідера, різко зменшила оберти, що, разом із розбіжностями з керівництвом клубу, коштувало Гуттманну місця на тренерському містку. Після звільнення Гуттманн заявив на прес-конференції: «Мене звільнили, хоча я не злочинець і не гомосексуал. До побачення»
Тренерський пост зайняв спочатку Антоніо Бусіні (тимчасово), потім Етторе Пурічеллі. У підсумку, незважаючи на всі пертурбації по ходу сезону, «Мілан» все ж виграв той чемпіонат, випередивши на чотири очки «Удінезе». З тих пір Гуттманн завжди наполягав на тому, щоб в його контракті був пункт про неможливість звільнення в разі, якщо клуб знаходиться на першому місці.
Після відходу з «Мілана» Гуттманн очолив «Віченцу», де пропрацював один сезон, за підсумками якого команда розділила 9-те — 13-ті місця в Серії A, але, маючи з п'яти команд з однаковою кількістю очок найгіршу різницю м'ячів, стала 13-ю.

### «Гонвед» і «Сан-Паулу»
У 1957 році Гуттманн ненадовго повернувся в «Гонвед». Це сталося невдовзі після придушення народного повстання 1956 року команда перебувала за межами Угорщини (звістка про поразку повстанців застала їх на зворотному шляху з матчів проти «Атлетіко» (Більбао), перший з яких був зіграний в Більбао, а другий, замість Будапешта, в якому йшли бої, — в Брюсселі, на стадіоні «Ейзель»), багато гравців не хотіли повертатися на батьківщину.
Незважаючи на опір ФІФА й Угорської Федерації Футболу, Гуттманн організовує міжнародне турне «Гонведа». Спочатку команда грає в Італії, Португалії та Іспанії (зокрема, обігрує «Барселону» (4:3) і грає внічию зі збірною Мадрида (5:5)), а потім клуб, відхиливши пропозицію мексиканців про надання всім гравцям політичного притулку і про приєднання до їх футбольної ліги, їде до Бразилії, де проводить матчі з «Фламенгу» та «Ботафогу». Потім шляхи гравців «Гонведу» розійшлися. Багато (Йожеф Божик, Ласло Будаї, Дьюла Лорант, Дьюла Грошич і ін.) все-таки повернулися до Угорщини, троє (Золтан Цибор, Шандор Кочиш та Ференц Пушкаш) поїхали в Іспанію, а тренер Бела Гуттманн залишився в Бразилії і очолив «Сан-Паулу».
У «Сан-Паулу» під його керівництвом виступали такі відомі гравці, як Діну Сані, Мауру Рамуш і Зізінью. У сезоні 1957 роки команда виграла Лігу Пауліста (чемпіонат штату Сан-Паулу), а в 1958 році стала в цьому турнірі другою, поступившись «Сантосу», в якому в ті роки відзначався великий Пеле. (Слід зазначити, що єдиного всебразильского чемпіонату в ті роки не існувало.)
Спочатку під час свого недовгого перебування (другого за рахунком) в «Гонвед», а потім на посту головного тренера «Сан-Паулу» Гуттманн почав застосовувати нову, революційну для того часу схему 4-2-4 (через рік Вісенте Феола запозичить і успішно застосує її в збірній Бразилії на ЧС-1958 і бразильці виграють той мундіаль).

### Португалія. «Порту» і «Бенфіка»
У 1958 році Гуттманн очолив португальський «Порту» і в першому ж сезон на тренерському містку клубу привів їх до чемпіонського титулу.
Потім він перейшов до табору іншого португальського гранда — «Бенфіки». Саме там він домігся своїх найбільш значних успіхів. Під його керівництвом там грали такі майстри, як Еусебіу (лідер і головна зірка клубу), Жозе Агуаш, Жозе Аугушту де Алмейда, Альберту да Кошта Перейра, Антоніу Сімоєнш, Маріу Колуна, Жермані де Фігейреду й інші. З них Гуттманн зумів створити боєздатну, добре навчену команду, яка на той час стала однією з найкращих в світі.
У сезоні 1959/60 років «Бенфіка» виграла чемпіонат (перевершивши на два очки лісабонський «Спортінг»).
Сезон 1960/61 років був ще успішним. Знову був виграний чемпіонат країни (другим знову став «Спортінг», відставши на цей раз на чотири очки, решта ж клуби відстали більш ніж на десять очок; також слід зазначити, що «Бенфіка» забила 92 м'ячі в 26 матчах). «Бенфіка» виграла і Кубок чемпіонів, по черзі пройшовши шотландський «Гартс» (2:1, 3:0), колишній клуб Гуттманна — угорський «Уйпешт» (6:2; 1:2), данський «Орхус» (4:1, 3:1), віденський «Рапід» (3:0; 1:1) і вийшовши в фіналі на «Барселону». У драматичному матчі на бернському стадіоні «Ванкдорф» підопічні Гуттманна вирвали перемогу, незважаючи на всі зусилля великого угорського тріо «Барси» Кубала — Кочиш — Цибор. Рахунок на 20-й хвилині відкрив Кочиш, через десять хвилин Агуаш зрівняв рахунок, ще через дві хвилини безглуздий автогол іспанського воротаря Рамальетса вивів «Бенфіку» вперед. У другому таймі Колуна зробив рахунок 3:1, але Цибор скоротив відставання. Атаки барселонцев в кінцівці не увінчалися успіхом, «Бенфіка» перемогла 3:2. До цього всі п'ять розіграшів Кубку Чемпіонів виграв мадридський «Реал», і «Бенфіка» стала першою командою, яка перервала його гегемонію (втім, з самим «Реалом» їм не довелося мати справу — він був вибитий в чвертьфіналі якраз «Барселоною»).
Сезон 1961/62 років також приніс клубу Гуттманна перемогу в Кубку Чемпіонів. Пройшовши віденську «Аустрію» (1:1; 5:1), «Нюрнберг» (1:3, 6:0) і «Тоттенгем Готспур» (3:1; 1:2), в фіналі, на Олімпійському стадіоні в Амстердамі, «Бенфіка» переграла «Реал» (рахунок 5:3; на хет-трик Пушкаша лісабонці відповіли голами Агуаша, Кавема, Колуни і двічі Еусебіу). Також в сезоні 1961/62 років команда виграла Кубок Португалії. А ось в чемпіонаті «Бенфіка» стала всього лише третьою, поступившись «Спортінгу» та «Порту». Також команда поступилася у фіналі Міжконтинентального кубку-1961 уругвайському «Пеньяролю». Перший матч на рідному «Ештадіу да Луж» був виграний 2:1, а ось у матчі-відповіді на «Сентенаріо» «Бенфіка» програла — 0:5, у вирішальному ж третьому матчі, зіграному також в Уругваї, «Пеньяроль» переміг 2:1 і виграв трофей.
Після закінчення сезону Гуттманн несподівано покинув «Бенфіку», причиною тому стало небажання керівництва задовольнити його вимоги про підвищення зарплати. Залишаючи команду, Бела Гуттманн сказав прокляття: «У наступні сто років Бенфіка без мене ніколи не виграє Кубок європейських чемпіонів». Після цього «Бенфіка» вісім разів грала у фіналах європейських кубків і програла всі вісім (1962/63, 1964/65, 1967/68, 1982/83, 1987/88, 1989/90, 2012/13, 2013/14). У 1990 році перед фінальним матчем «Бенфіка» — «Мілан», що проходив у Відні, де Гуттманн помер і був похований, Еусебіу приходив на могилу свого великого наставника молитися, щоб той зняв своє прокляття, але це не допомогло: Франк Райкард приніс «Мілану» перемогу 1:0.

### «Пеньяроль»
У 1962 році, Гуттманн, пішовши з «Бенфіки», очолив уругвайський «Пеньяроль». «Пеньяроль» тих років був найкращим клубом Уругваю, володарем двох Кубків Лібертадорес з двох розіграних (турнір був заснований в 1960 році, і «Пеньяроль» виграв обидва перші розіграші), володарем Міжконтинентального Кубка-1961 і одним з найсильніших клубів світу. У ньому виступали такі майстри, як Луїс Майдану, Вільям Мартінес, Альберто Спенсер, Нестор «Тіто» Гонсальвес, Хосе Сасія й ін.
Гуттманн пропрацював в «Пеньяролі» один сезон і привів клуб до чергового національного чемпіонського титулу. У Кубку Лібертадорес того сезону «Пеньяроль», будучи звільнений від групового турніру як чинний володар трофея, переграв у півфіналі «Насьональ» (1:2; 3:1; 1:1). У фіналі підопічних Гуттманна чекав «Сантос», ще один клуб з числа світової футбольної еліти того часу, в якому виблискували такі гравці, як Пеле, Коутінью, Жозе «Пепе» Масія й інші. Вдома «Пеньяроль» поступився 1:2, але в гостях, в грі, яка була насичена різноманітними інцидентами, вирвав перемогу 3:2. Вирішальний матч відбувся 30 серпня 1962 року на нейтральному полі стадіону «Монументаль» в Буенос-Айресі й завершився крупною перемогою «Сантоса» 3:0 (дубль зробив Пеле), в результаті «Сантос» виграв трофей, перервавши дворічну гегемонію «Пеньяроля». Після закінчення сезону-1962 року Гуттманн пішов з «Пеньяроля».
З приводу своєї частої зміни місць роботи Гуттманн говорив: «У першому сезоні тренер працює спокійно і показує все, що може. На другий рік до нього починають чіплятися, а на третій, як би він не старався, його все одно звільняють».
За манерою поведінки і спілкування багато хто порівнює Гуттманна і Жозе Моурінью.

### Останні роки

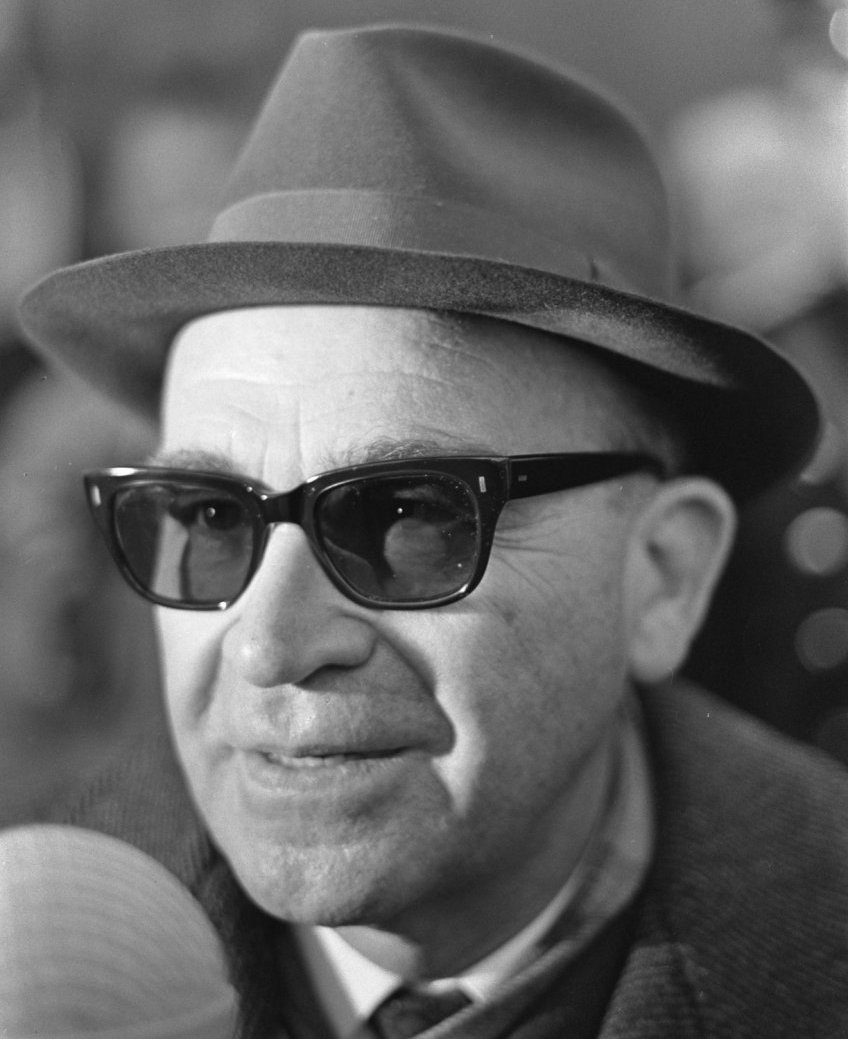
Бела Гуттманн у 1966 році

У квітні — жовтні 1964 року Гуттманн в парі з Йозефом Вальтером тренував збірну Австрії. Під керівництвом цього тандему збірна провела п'ять товариських матчів, в трьох з них здобула перемоги (по 1:0 над Угорщиною та СРСР і 3:2 над Югославією), звела внічию матч з Голландією (1:1) і поступилася Уругваю (0:2) (в збірній Уругваю тих років переважали гравці «Пеньяроля», які зустрілися, за іронією долі, зі своїм колишнім наставником).
Потім він несподівано повернувся в «Бенфіку» на сезон 1965/66 років, навесні 1966 року був відправлений у відставку, і вже без нього команда посіла друге місце, поступившись лише одним очком «Спортінгу». Кар'єра Гуттманна йшла до завершення. У сезоні 1966/67 років Гуттманн тренував швейцарський «Серветт», команда провела посередній сезон, ставши лише п'ятою в національній першості, а Гуттманн знову недопрацював сезон до кінця, будучи звільнений навесні 1967 року, після чого перебрався в грецький «Панатінаїкос», де також пропрацював досить недовго. Потім була п'ятирічна перерву в тренерській діяльності.
В 1973 році очолював тренерський штаб команди «Аустрія» (Відень). Останнім місцем роботи Гуттманна став «Порту», який він очолював в сезоні 1973/74 років. Команда провела непоганий сезон, але упустила медалі, посівши четверте місце в лізі. Після закінчення того сезону Бела Гуттманн завершив тренерську кар'єру.
Помер 28 серпня 1981 року на 83-му році життя у місті Відень й був похований в єврейській частині Центрального кладовища Відня.

## Статистика виступів

### Статистика клубних виступів
| Сезон                     | Команда                          | Чемпіонат                 | Чемпіонат | Чемпіонат | Національний кубок | Національний кубок | Національний кубок | Континентальні кубки | Континентальні кубки | Континентальні кубки | Інші змагання | Інші змагання | Інші змагання | Усього | Усього |
| Сезон                     | Команда                          | Ліга                      | Ігор      | Голів     | Ліга               | Ігор               | Голів              | Ліга                 | Ігор                 | Голів                | Ліга          | Ігор          | Голів         | Ігор   | Голів  |
| ------------------------- | -------------------------------- | ------------------------- | --------- | --------- | ------------------ | ------------------ | ------------------ | -------------------- | -------------------- | -------------------- | ------------- | ------------- | ------------- | ------ | ------ |
| 1920–21                   | МТК (Будапешт)                   | Л1                        | 12        | 1         | -                  | -                  | -                  | –                    | –                    | –                    | –             | –             | –             | 12     | 1      |
| 1921–22                   | МТК (Будапешт)                   | Л1                        | 4         | 0         | КУ                 | -                  | -                  | –                    | –                    | –                    | –             | –             | –             | 4      | 0      |
| Усього МТК Будапешт       | Усього МТК Будапешт              | Усього МТК Будапешт       | 16        | 1         |                    | -                  | -                  |                      | –                    | –                    |               | –             | –             | 16     | 1      |
| 1921–22                   | «Хакоах» (Відень)                | ЕК                        | 11        | 0         | КА                 | 2                  | 1                  | –                    | –                    | –                    | –             | –             | –             | 13     | 1      |
| 1922–23                   | «Хакоах» (Відень)                | ЕК                        | 24        | 1         | КА                 | 5                  | 1                  | –                    | –                    | –                    | –             | –             | –             | 29     | 2      |
| 1923–24                   | «Хакоах» (Відень)                | ЕК                        | 21        | 3         | КА                 | 1                  | 0                  | –                    | –                    | –                    | –             | –             | –             | 22     | 3      |
| 1924–25                   | «Хакоах» (Відень)                | ІЛ                        | 16        | 0         | КА                 | 1                  | 0                  | –                    | –                    | –                    | –             | –             | –             | 17     | 0      |
| 1925–26                   | «Хакоах» (Відень)                | ІЛ                        | 22        | 4         | КА                 | –                  | –                  | –                    | –                    | –                    | –             | –             | –             | 22     | 4      |
| 1926                      | «Хакоах» (Відень)                | ІЛ                        | 2         | 0         | КА                 | –                  | –                  | –                    | –                    | –                    | –             | –             | –             | 2      | 0      |
| 1926–27                   | Нью-Йорк Джантс                  | АСЛ                       | 35        | 0         | НЧК+КЛ             | 1+1                | 0+0                | –                    | –                    | –                    | –             | –             | –             | 37     | 0      |
| 1927–28                   | Нью-Йорк Джантс                  | АСЛ                       | 43        | 2         | НЧК+КЛ             | 2+3                | 0+0                | –                    | –                    | –                    | –             | –             | –             | 48     | 2      |
| 1928–29                   | Нью-Йорк Джантс                  | АСЛ                       | 5         | 0         | –                  | –                  | –                  | –                    | –                    | –                    | –             | –             | –             | 5      | 0      |
| Усього за Нью-Йорк Джантс | Усього за Нью-Йорк Джантс        | Усього за Нью-Йорк Джантс | 83        | 2         |                    | 3+4                | 0+0                |                      | –                    | –                    |               | –             | –             | 90     | 2      |
| 1929–30                   | Нью-Йорк Хакоах/Хакоах Олл-Старз | АСЛ                       | 21        | 0         | НЧК+КЛ             | 2+5                | 0+0                | –                    | –                    | –                    | –             | –             | –             | 28     | 0      |
| 1930                      | СК «Нью-Йорк»                    | АСЛ                       | 22        | 0         | –                  | –                  | –                  | –                    | –                    | –                    | –             | –             | –             | 22     | 0      |
| 1931                      | Хакоах Олл-Старз                 | АСЛ                       | 14        | 0         | НЧК                | 1                  | 0                  | –                    | –                    | –                    | –             | –             | –             | 15     | 0      |
| 1931                      | Хакоах Олл-Старз                 | АСЛ                       | 19        | 0         | –                  | –                  | –                  | –                    | –                    | –                    | –             | –             | –             | 19     | 0      |
| 1932                      | Хакоах Олл-Старз                 | АСЛ                       | 17        | 0         | НЧК                | 3                  | 0                  | –                    | –                    | –                    | –             | –             | –             | 20     | 0      |
| Усього за Хакоах Ол Старз | Усього за Хакоах Ол Старз        | Усього за Хакоах Ол Старз | 50        | 0         |                    | 4+0                | 0+0                |                      | –                    | –                    |               | –             | –             | 54     | 0      |
| 1932–33                   | «Хакоах» (Відень)                | ІЛ                        | 4         | 0         | КА                 | –                  | –                  | –                    | –                    | –                    | –             | –             | –             | 4      | 0      |
| Усього Хакоах Відень      | Усього Хакоах Відень             | Усього Хакоах Відень      | 100       | 8         |                    | 9                  | 2                  |                      | –                    | –                    |               | –             | –             | 109    | 10     |
| Усього за кар'єру         | Усього за кар'єру                | Усього за кар'єру         | 292       | 11        |                    | 27                 | 2                  |                      | –                    | –                    |               | –             | –             | 303    | 12     |

### Статистика виступів за збірну
| Дата      | Місто    | Господарі | Результат | Гості     | Турнір           | Голи | Примітки |
| --------- | -------- | --------- | --------- | --------- | ---------------- | ---- | -------- |
| 5-6-1921  | Будапешт | Угорщина  | 3 – 0     | Німеччини | товариський матч | 1    |          |
| 18-5-1924 | Цюрих    | Швейцарія | 3 – 0     | Угорщина  | товариський матч | -    |          |
| 26-5-1924 | Париж    | Угорщина  | 5 – 0     | Польща    | Олімпіада 1924   | -    |          |
| 29-5-1924 | Париж    | Угорщина  | 0 – 3     | Єгипет    | Олімпіада 1924   | -    |          |
| Усього    |          | Матчів    | 4         |           | Голів            | 1    |          |

## Титули і досягнення

### Як гравця
- Чемпіонат Угорщини (МТК (Будапешт)):
  -  Чемпіон (2): 1920/21, 1921/22

- Чемпіонат Австрії («Хаоакх»):
  -  Чемпіон (1): 1924/25

### Як тренера
- Ліга Пауліста («Сан-Паулу»):
  -  Чемпіон (1): 1957

- Чемпіонат Угорщини («Уйпешт»):
  -  Чемпіон (2): 1938/39, 1946/47

- Чемпіонат Португалії (3):
  -  Чемпіон (1): 1958/59 («Порту»)
  -  Чемпіон (2): 1959/60, 1960/61 («Бенфіка»)

- Кубок Португалії (1):
  -  Володар (1): 1961/62 («Бенфіка»)

- Кубок Мітропи («Уйпешт»):
  -  Володар (1): 1939

- Кубок європейських чемпіонів («Бенфіка»)
  -  Володар (2): 1960/61, 1961/62

### Індивідуальні визнання
- Найкращий тренер в історії футболу — 9 місце (World Soccer)[13][14]
- Найкращий тренер в історії футболу — 16 місце (ESPN)[15]
- Найкращий тренер в історії футболу — 20 місце (France Football)[16]